# Oberhausen an der Appel
Oberhausen an der Appel település Németországban, Rajna-vidék-Pfalz tartományban. Lakosainak száma 147 fő (2023. december 31.).

## Népesség
A település népességének változása:
| Lakosok száma | 209  | 149  | 153  | 155  | 158  | 149  | 147  |
|               | 1975 | 2014 | 2017 | 2019 | 2021 | 2022 | 2023 |